# Pharoscymnus flexibilis
Pharoscymnus flexibilis är en skalbaggsart som först beskrevs av Étienne Mulsant 1853.  Pharoscymnus flexibilis ingår i släktet Pharoscymnus och familjen nyckelpigor. Inga underarter finns listade i Catalogue of Life.